# Amounderness

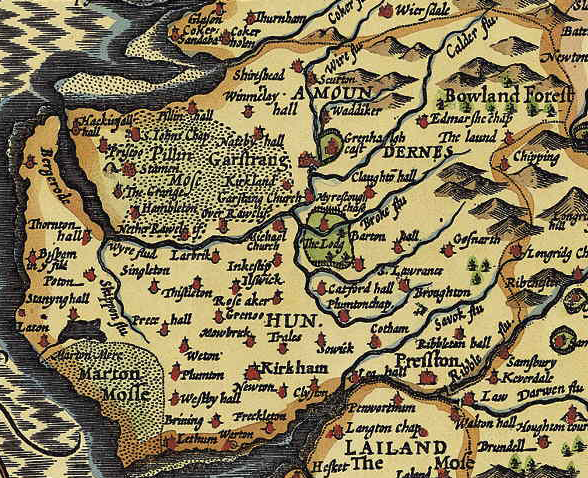
Le hundred d'Amounderness dans la carte du Lancashire par John Speed (1610-1611).

L'Amounderness est une région historique du Lancashire, dans le Nord de l'Angleterre, située sur le littoral de la mer d'Irlande. La Ribble constitue sa limite au sud.
Au Moyen Âge, il forme l'un des six hundreds de ce comté, comprenant les paroisses de Preston, Kirkham, Lytham, Poulton-le-Fylde, Bispham (en), St Michael's on Wyre (en) et Garstang.
Il correspond aux actuels districts de Fylde, Wyre et Preston, avec les franges occidentales de celui de Ribble Valley.